# Jean-Georges de Jägerndorf
Jean Georges de Brandebourg, (en allemand Johann Georg von Brandenburg), né le 16 décembre 1577 à Wolmirstedt, décédé le 2 mars 1624.
prince allemand de la famille des Hohenzollern qui fut duc de Krnov (en allemand Jägerndorf) en Silésie de 1608 à 1622

## Éléments de biographie
Jean Georges est le fils de Joachim III Frédéric de Brandebourg et de Catherine de Brandebourg-Küstrin.
Protestant, il a été administrateur laïc de l'évêché de Strasbourg de 1592 à 1604, mais l'a perdu au profit du candidat catholique, Charles de Lorraine, à l'issue de la « guerre des évêques », puis comme successeur de son père, grand-duc de Jägerndorf de 1608 à 1622.
Jean Georges prend la tête des armées protestantes levées par les nobles de Bohême qui soutiennent Frédéric V du Palatinat lorsque celui-ci se faire élire roi de Bohême contre Ferdinand II de Habsbourg en 1619 cet évènement marque le début de la Guerre de Trente Ans. Après la bataille de la Montagne Blanche le 8 novembre 1620 qui voit la défaite des Réformés et la fuite du prétendant, le grand-duché de Jägerndorf est confisqué par Ferdinand III du Saint-Empire et attribué à Charles Ier de Liechtenstein en 1622.

### Mariage et descendance
En 1610, Jean Georges de Brandebourg épousa Ève de Wurtemberg (†1657), (fille de Frédéric Ier de Wurtemberg).
Cinq enfants sont nés de cette union :
- Catherine de Brandebourg (1611-1612)
- Georges de Brandebourg (1613-1619)
- Albert de Brandebourg (1614-1620)
- Catherine de Brandebourg (1615-1615)
- Ernest de Brandebourg (1617-1642)